# Fyra baggars kvadripod

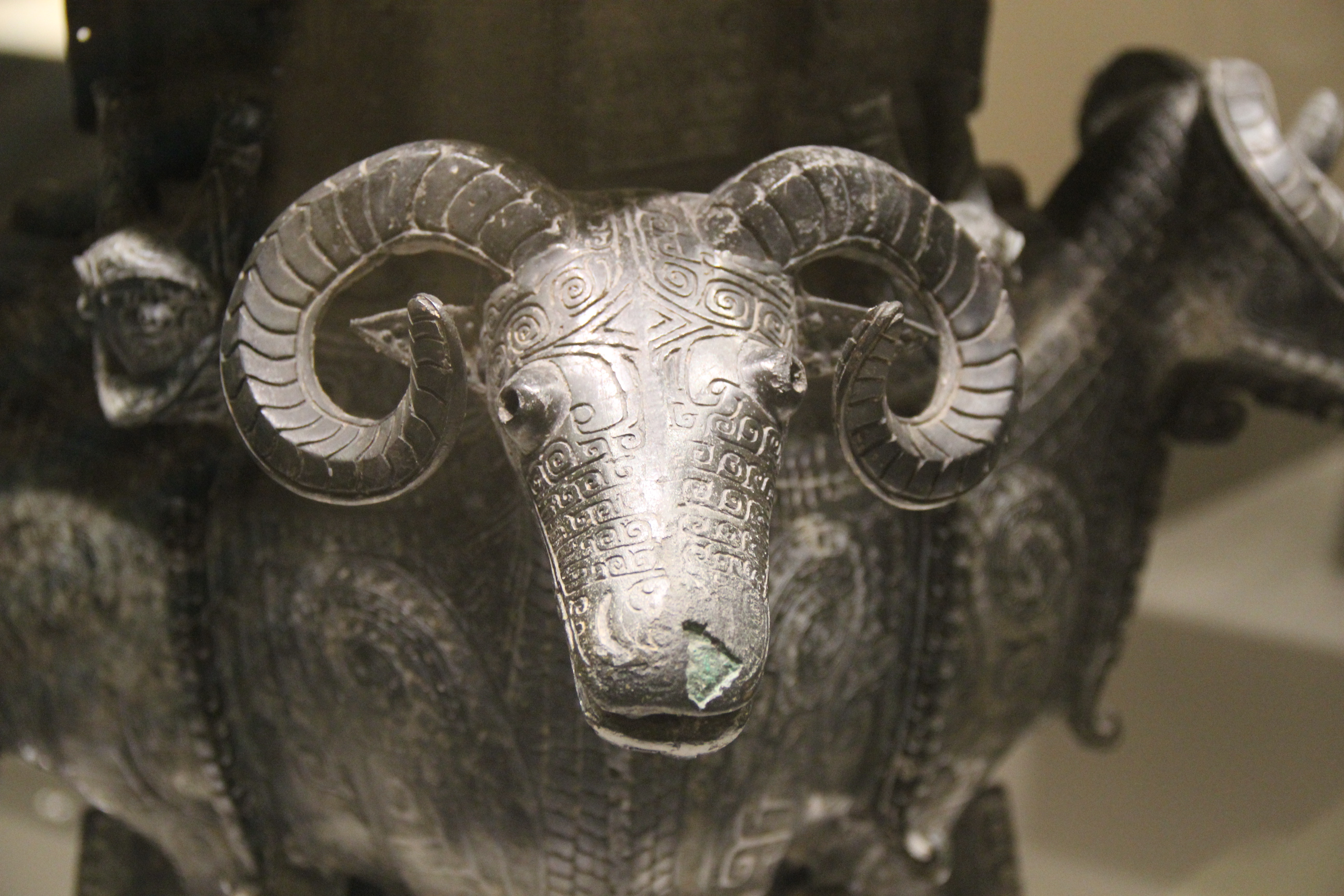
Närbild på ett av baggarna

Fyra baggars kvadripod eller Siyang fangzun (四羊方尊; Sì yáng fāngzūn) är ett kinesiskt rituellt bronskärl från senare delen av Shangdynastin (1300–1046 f.Kr.).
Den hittades 1938 i Yueshanpu Ningxiang härad i Hunan och är utställd på Kinas nationalmuseum i Peking. Fyra baggars kvadripod  är gjuten med traditionell lerformsteknik och är 58,3 cm hög och 52,4 cm bred.